# Marthe Le Rochois
Marthe Le Rochois (Caen, 1658 - París, 1728) fou una cantant francesa del Barroc. Fou la primera artista de l'Òpera de París, distingint-se, no tan sols per la veu, sinó també pel seu talent escènic, que feren d'ella ensems una tràgica il·lustre. Destacà notablement a Armida, paper en el qual sabia portar fins a la fi l'emoció dels espectadors. Fou la primera cantant de l'Òpera parisenca que gaudi de celebritat. Abandonà el teatre el 1697, després d'haver creat importants rols en les òperes Dido, Medea, Baco i Ariadna, Aquiles i Polifemo. En la seva etapa de professora de cant tingué entre d'altres alumnes la lionesa Marie Antier.